# Caserne Jeanne d'Arc
La caserne Jeanne-d'Arc est une ancienne caserne située à Rouen, en France. Elle a notamment abrité à partir de 1911 plusieurs régiments d'artillerie, l'hôtel de région de la Haute-Normandie entre 1984 et 2015 et, depuis, héberge quelques services de la Région Normandie dont le siège est à Caen.

## Localisation
La caserne Jeanne-d'Arc est située dans le département français de la Seine-Maritime, sur la commune de Rouen, boulevard Gambetta.

## Historique

### L'usage militaire

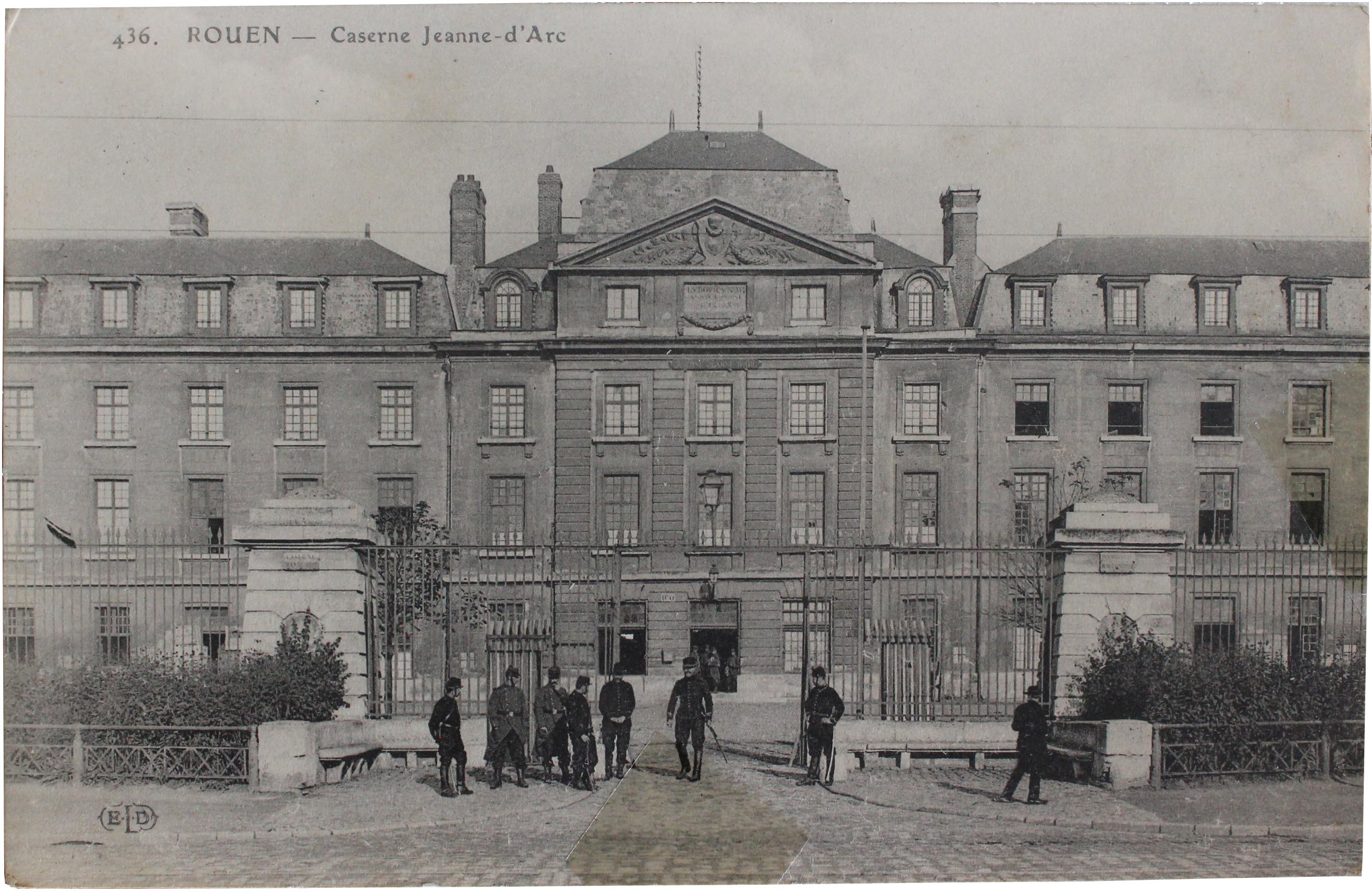
Carte de postale présentant la façade de la caserne en 1913.

En 1772, l'intendant de la généralité de Rouen, Louis Thiroux de Crosne, décide d'établir une nouvelle caserne à Rouen. Le choix se porte sur le Pré aux Loups, un espace libre, en dehors des remparts à l'est de la ville. Les travaux de construction démarrent en 1776 sous la direction de l'ingénieur du roi Louis-Alexandre de Cessart.
Le bâtiment est fidèle aux canons architecturaux de la fin du XVIIIe siècle. La caserne tourne le dos à la ville et présente en façade deux corps de bâtiments reliés par un pavillon central ordonnancé sur trois niveaux. Au centre, une sobre ornementation occupe le fronton triangulaire. Le sculpteur Marin-Nicolas Jadoulle y a présenté les armes de France, le nom du roi et la date de construction entourées de guirlandes de fleurs. Conformément au projet initial, deux pavillons sont ajoutés de chaque côté entre 1785 et 1790.
L'édifice conserve des fonctions militaires tout au long du XIXe siècle et jusqu'au milieu du XXe siècle, abritant différentes unités.
Du 1er janvier 1911 au 5 avril 1914, elle abrite le 43e régiment d'artillerie de campagne, transféré ensuite à Caen Quartier Claude Decaen. À partir du 6 avril 1914, elle accueille le 11e régiment d'artillerie.
À la Libération, il devient un centre de formation pour les jeunes recrues et un centre de rapatriement pour les prisonniers et les déportés.
La caserne est inscrite au titre des monuments historiques par arrêté du 25 février 1948.

### L'usage civil
La ville de Rouen achète l'édifice en 1968 à destination des services fiscaux et des douanes. En 1984, le conseil régional de Haute-Normandie y installe son assemblée et ses services. Le bâtiment est entièrement réhabilité à cette occasion par l'architecte Alain Elie. Du côté ouest, la caserne est prolongée par une structure en verre et acier qui est détruite au début des années 2000. En effet, en 2004, l'agence Artefact signe une nouvelle extension de la caserne qui double sa façade est d'un bâtiment contemporain.
En 2015, la caserne connaît une transformation. Du fait de la réforme territoriale de 2015 réunissant la Haute et la Basse-Normandie, le siège du nouveau conseil régional est prévu à Caen, Rouen accueillant la préfecture régionale. La première assemblée plénière du conseil régional de Normandie se tint dans la caserne Jeanne-d'Arc le 4 janvier 2016. Pendant cette séance, Hervé Morin, élu président, confirme que Caen est le siège du conseil régional, ce qui est adopté lors de l'assemblée plénière du 26 mai 2016. Cependant, la caserne conserve certaines directions et accueille même deux assemblées plénières. Elle constitue donc une antenne du conseil régional de Normandie.
En décembre 2018, une partie du site doit être évacuée à cause du risque d'effondrement causé par la construction d'un parking souterrain quelques années auparavant. Les travaux de stabilisation devraient prendre plusieurs années.